# 佐藤岩夫
佐藤 岩夫（さとう いわお、1958年 - ）は、日本の法学者。専門は法社会学。学位は、博士（法学）（東北大学）。東京大学社会科学研究所教授等を経て、東京大学相談支援研究開発センター特任教授、東京大学名誉教授。宮城県出身。指導教員は広中俊雄。

## 経歴
- 1976年3月 　宮城県仙台第一高等学校 卒業
- 1981年3月 　東北大学法学部 卒業
- 1982年4月　東北大学法学部 助手
- 1989年4月 　福島大学行政社会学部 助教授
- 1992年4月 　大阪市立大学法学部 助教授
- 1999年4月　大阪市立大学法学部 教授
- 2000年10月　 東京大学社会科学研究所 助教授
- 2005年10月　東京大学社会科学研究所 教授
- 2003年4月　東京大学相談支援研究開発センター特任教授[1]
- 2003年6月　東京大学名誉教授[2]

## 学術活動
- 日本学術会議 会員（2014年10月-2020年9月）[3]
- 日本学術会議 「安全保障と学術に関する検討委員会」幹事（2016年6月-2017年3月）[4]
- 日本法社会学会 理事（1999年5月-）[5]、理事長（2014年5月-2017年5月）[6]
- 民主主義科学者協会法律部会 理事（2002年11月-）[7]

## 著書

### 単著
- 『現代国家と一般条項：借家法の比較歴史社会学的研究』（創文社、1999年）
- 『司法の法社会学Ⅰ：個人化するリスクと法的支援の可能性』（信山社、2022年）
- 『司法の法社会学Ⅱ：統治の中の司法の動態』（信山社、2022年）
- 『市民社会の法社会学：市民社会の公共性を支える法的基盤』（日本評論社、2023年）

### 共編著
- （菅原郁夫・山本和彦）『利用者からみた民事訴訟：司法制度改革審議会「民事訴訟利用者調査」の2次分析』（日本評論社、2006年）
- （林信夫）『法の生成と民法の体系：無償行為論・法過程論・民法体系論』（創文社、2006年）
- （菅原郁夫・山本和彦）『利用者の求める民事訴訟の実践：民事訴訟はどのように評価されているのか』（日本評論社、2010年）
- （菅野和夫・仁田道夫・水町勇一郎）『労働審判制度の利用者調査：分析と提言』（有斐閣、2013年）
- （濱野亮）『変動期の日本の弁護士』（日本評論社、2015年）
- （阿部昌樹・太田勝造）『現代日本の紛争過程と司法政策：民事紛争全国調査 2016-2020』（東京大学出版会、2023年）